# Сакания, Нора Георгиевна
Нора Георгиевна Сакания (1936, село Лыхны, Гудаутский район, Абхазская АССР, Грузинская ССР — июнь 2016, Ярославская область) — чаевод колхоза «Дурипш» Гудаутская область, Абхазская АССР, Грузинская ССР. Герой Социалистического Труда (1981). Депутат Верховного Совета Абхазской АССР 9-го созыва.

## Биография
Родилась в 1936 году в крестьянской семье в селе Лыхны Гудаутского уезда. С 1951 года трудилась чаеводом в колхозе имени XIX партсъезда. После замужества переехала в соседнее село Дурипш, где трудилась на чайной плантации колхоза «Дурипш» Гудаутского района. За выдающиеся трудовые достижения по итогам работы в 1972 году была награждена Орденом Трудового Красного Знамени и по итогам работы в 1976 году — Орденом Ленина.
Досрочно выполнила личные социалистические обязательства и плановые задания Десятой пятилетки (1976—1980). Указом Президиума Верховного Совета СССР от 26 февраля 1981 года удостоена звания Героя Социалистического Труда за «выдающиеся успехи, достигнутые в выполнении заданий десятой пятилетки и социалистических обязательств по увеличению производства и продажи государству зерна, чайного листа, винограда и других птодуктов земледелия и животноводства» с вручением ордена Ленина и золотой медали «Серп и Молот» (№ 19523).
Избиралась депутатом Верховного Совета Абхазской АССР 9-го созыва, членом Абхазского обкома КПСС.
В 1978 году от имени депутатов Верховного Совета Абхазской АССР подписала обращение к Генеральному секретарю ЦК КПСС Брежневу Л. И., первому секретарю Абхазского обкома КПСС КП Грузии Адлейбе Б. В. с требованием внести в Конституцию Абхазской АССР статью с правом выхода Абхазской АССР из Грузинской ССР.
На декабрь 2008 года проживала в Ярославской области. Умерла в июне 2016 года.
Награды
- Герой Социалистического Труда
- Орден Ленина — дважды (27.12.1976; 1981)
- Орден Трудового Красного Знамени (14.12.1972)
- Медаль «За трудовое отличие» (08.04.1971)